# 12 الدلو
12 الدلو هو نجم ثلاثي يقع في كوكبة الدلو.

## روابط خارجية
- 12 الدلو على موقع ويكي سكاي: DSS2, SDSS, GALEX, IRAS, Hydrogen α, X-Ray, Astrophoto, Sky Map, Articles and images